# Sabethes paradoxus
Sabethes paradoxus är en tvåvingeart som beskrevs av Ralph E. Harbach 2002. Sabethes paradoxus ingår i släktet Sabethes och familjen stickmyggor.
Artens utbredningsområde är Panama. Inga underarter finns listade i Catalogue of Life.